# Transverse Ranges
Les Transverse Ranges (appelés aussi Los Angeles Ranges) désignent une série de chaînes montagneuses situées au sud de la Californie. Elle fait partie d'un plus vaste ensemble, les chaînes côtières du Pacifique, qui va de l'Alaska au Mexique en longeant l'océan Pacifique. Les Transverse Ranges débutent à l'extrémité méridionale des California Coast Ranges. Elles s'étendent entre les villes de Santa Barbara et de San Diego. Leur nom provient de leur disposition originale est-ouest, alors que les autres chaînes de la Californie sont orientées nord-sud,.

## Géographie

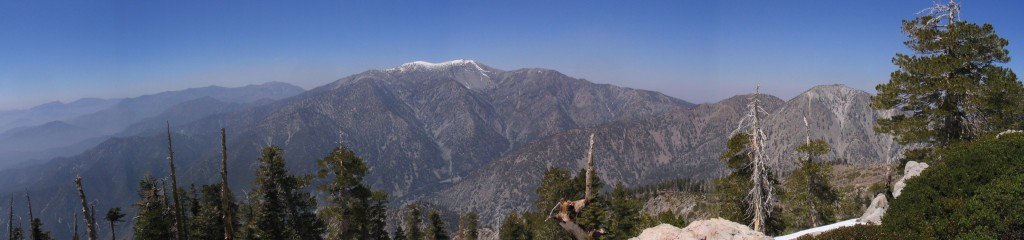
Monts San Gabriel.

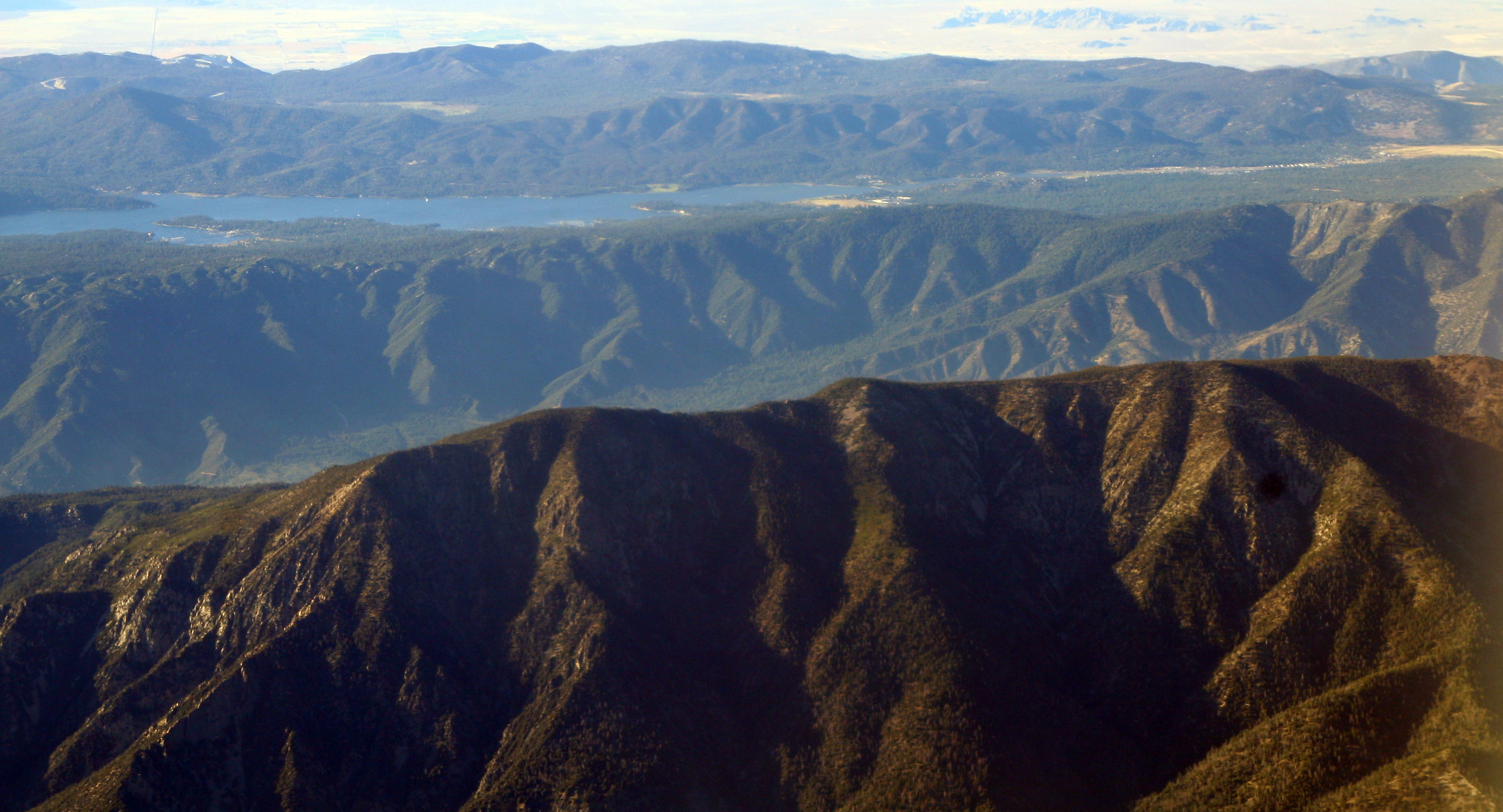
Montagnes de San Bernardino, avec le mont San Gorgonio et le lac Big Bear.

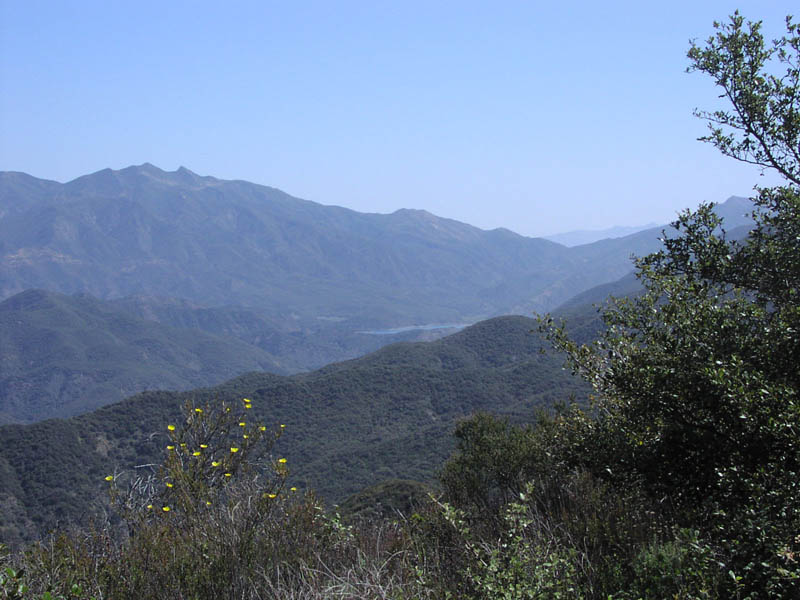
Forêt nationale de Los Padres, monts Santa Ynez.

Les Transverse Ranges commencent à Point Conception dans le comté de Santa Barbara, et comprennent les monts Santa Ynez qui sont parallèles à la côte derrière la ville de Santa Barbara. Toujours dans le comté de Santa Barbara, elles incluent les monts San Rafael et les monts Sierra Madre. Les monts Topatopa et les monts Santa Susana (comtés de Ventura et de Los Angeles), les Simi Hills et les monts Santa Monica le long de la côte derrière Malibu, les monts San Gabriel au nord-est de Los Angeles, les Puente Hills, les montagnes de San Bernardino font également partie des Transverse Ranges. Elles se prolongent dans les Channel Islands.

Panorama depuis le pic Simi, dans les Simi Hills, dans les Transverse Ranges, près de la ville de Thousand Oaks.

Les Transverse Ranges sont encadrées :
- au nord par les Chaînes côtières californiennes et la vallée Centrale de Californie, tandis que les monts Tehachapi les relient à la Sierra Nevada ;
- à l'est par la vallée de Coachella.

Les principales montagnes des Transverse Ranges sont :
- mont San Gorgonio, 3 505 mètres, monts San Bernardino ;
- San Bernardino Peak, 3 246 m, monts San Bernardino ;
- mont San Antonio, 3 068 m, monts San Gabriel ;
- mont Pinos, 2 692 m, monts San Emigdio ;
- Frazier Mountain, 2 446 m, monts San Emigdio ;
- Reyes Peak, 2 289 m, Pine Mountain (monts San Emigdio) ;
- mont Wilson, 1 740 m, monts San Gabriel.

## Géologie
Les affleurements sont constitués de roches sédimentaires du Cénozoïque et de dépôts alluviaux.

## Écologie
La végétation est composée de forêts et de chaparral ; elle est étagée : aux basses altitudes poussent les genévriers et pins à pignons ; plus haut croissent le Pin jaune et le Pin tordu.
Les arbres les plus fréquents sont Chêne de Californie et le Chêne blanc de Californie à l'ouest ; Quercus chrysolepis, Pin tordu, Sapin du Colorado, Pin ponderosa à l'est. Parmi les autres plantes figurent notamment Adenostoma fasciculatum, Artemisia Californica, Eriogonum fasciculatum, etc.
Faune :
- Mammifères : Cerf hémione, coyote, lynx, renard, mouffette, raton laveur, opossum, écureuil terrestre de Californie. Lion de mer et phoque sur le littoral. Antilope d'Amérique, Mouflon canadien, puma, dipodomys dans les montagnes de l'est[6] ;
- Oiseaux : Urubu à tête rouge, faucon, geai, caille, chouette, héron, aigrette, Sterninae sp. ; pélican brun, balbuzard pêcheur, râle noir, râle gris, gobemoucheron de Californie, bruant des prés ; oiseaux marins : cormorants, mouettes ; à l'est : Tourterelle triste, troglodyte des cactus[6] ;
- Reptiles et amphibiens : crotale de l'ouest, couleuvre rayée, grenouilles, salamandres.

La forêt nationale d'Angeles et la forêt nationale de Los Padres couvrent une partie des Transverse ranges. La plus grande partie de ces chaînes de montagne font partie de l'écorégion de California chaparral and woodlands ; cependant, l'extrémité orientale touche deux régions arides : le désert Mojave et le désert de Sonora.